# Catanias
Las catanias (en catalán kəˈtaniəs, singular: catània) son un dulce seco típico de Villafranca del Panadés, elaborado con almendras marconas enteras, tostadas y caramelizadas, recubiertas de pasta de almendra, avellana y leche, y después recubierto de una capa delgada de chocolate negro o cacao y azúcar refinado.

## Historia[1]
1940-1941 Josep Cudié entra a trabajar como oficial de primera en la pastelería Juan Trenes y Riba, de la c / de la Fuente (Vilafranca del Penedès, Barcelona). Esta pastelería era muy conocida por hacer chocolate a la piedra.
1943-1946 Se empiezan a elaborar, aparte del chocolate a la piedra, un surtido de bombones. Dentro de los diferentes tipos, había uno conocido con el nombre de Crocrem (primer nombre comercial de las Catànias).
1946-1950 El bombón Crocrem gustó mucho a la gente de Vilafranca, tanto que sólo iban a comprar este bombón. La población de Vilafranca empezó a nombrar Catànies a este bombón, ya que la casa donde estaba la pastelería era conocida como Cal Catani, y hacían el juego de palabras de "vamos a buscar las Catànias a Cal Catani".
Entonces se cambió el nombre comercial de Crocrem por Catànias.
1950-1953 Josep Cudié marcha de la pastelería y crea su empresa, Bombones Cudié y se dedica exclusivamente a hacer bombones, entre ellos, las Catànias.
1960 Josep Cudié registró las marcas Crocrem y Catania, ya que una parte importante de su producción era la Catània.
En 2003 hay un litigio contra la empresa Cassanelles por la utilización de la marca Catània.